# Seyrigia humbertii
Seyrigia humbertii är en gurkväxtart som beskrevs av Keraudr. Seyrigia humbertii ingår i släktet Seyrigia och familjen gurkväxter. Inga underarter finns listade i Catalogue of Life.